# 浜田式自動拳銃
浜田式自動拳銃（はまだしきじどうけんじゅう）は、太平洋戦争中に日本で開発された自動拳銃。本銃の発明者、濱田文次が昭和16年11月に本銃における6つの新機構の特許を出願したためこう呼ばれる。一式拳銃と二式拳銃の2種類があり口径が異なる。

## 概要
拳銃開発に重きをおいていなかった日本では、重く取り回しづらい国産拳銃の評価は芳しくなかった。もともと日本軍将校は自前で拳銃を用意することもあって外国の拳銃が主に使用されていた。しかし昭和初期、戦争の機運が高まると軍需物資の輸入調達が難しくなったのと、政治的な意図がからみあい国産拳銃の需要が高まった。そこで日本銃器株式会社社主の濱田文次により設計されたのが浜田式自動拳銃である。

### 一式拳銃
1941年（昭和16年・皇紀2601年）に完成し、将校用の拳銃をかねて市販された。当時人気のあったブローニングM1910を参考にして開発されたため人気は高く、昭和18年末までにおよそ3000丁あまりが製作・販売されたとされる。口径は.32口径(7.65mm)であり.32ACP弾を使用し装弾数は9+1発。遊底複座による自動式で、前述のブローニングM1910と同じく、撃鉄を用いないストライカー式による撃発を採用、遊底先端下部が斜めにそぎ落とされた形状で、内部機構、外観ともに大きくM1910の影響を受けている。本銃は陸軍制式には採用されなかったが、一式拳銃と呼称され、二式拳銃の基礎となった。

### 二式拳銃

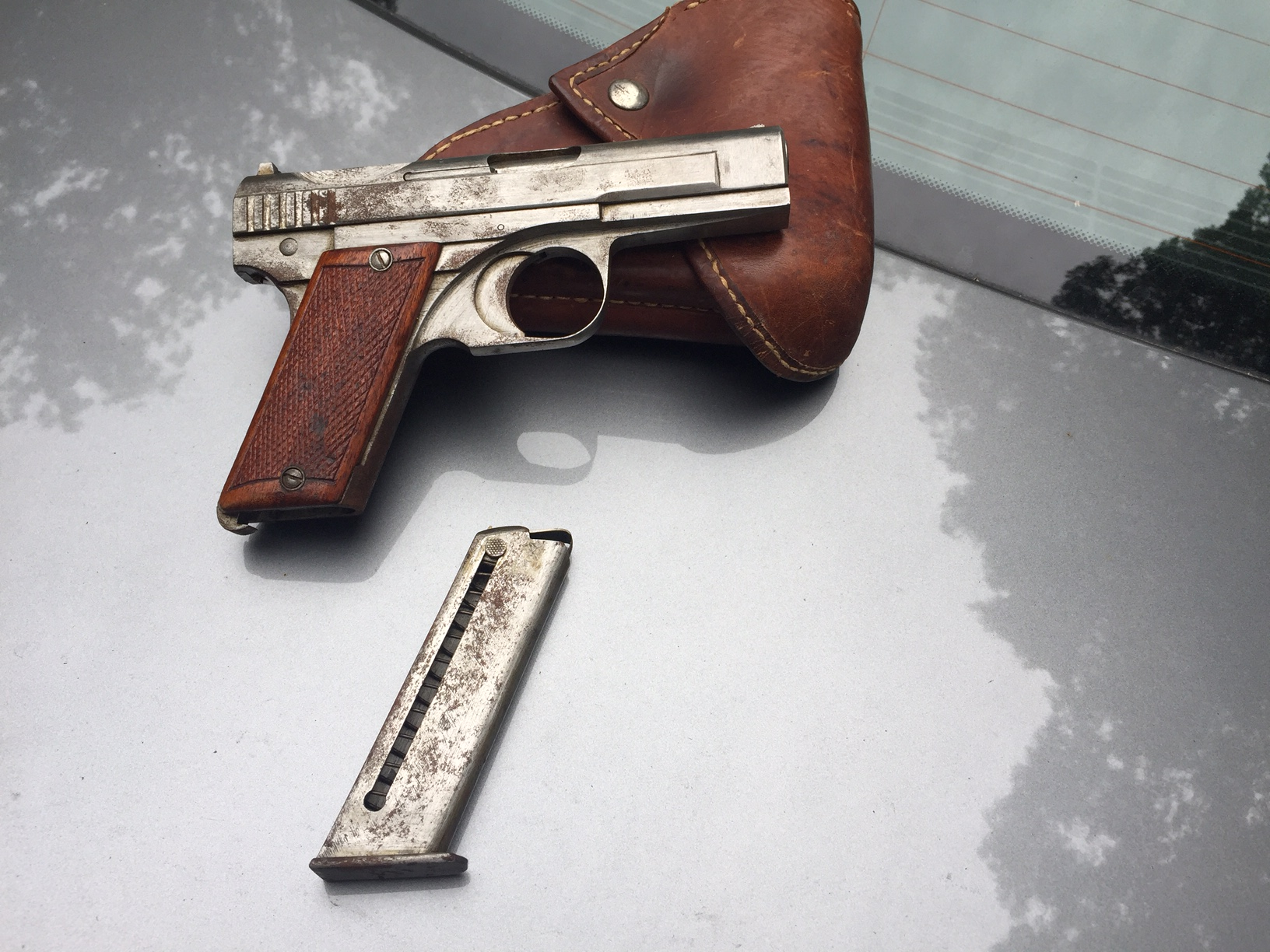
二式拳銃と弾倉およびホルスター

1942年（昭和17年）から進められた拳銃弾の統合計画（南部式自動拳銃や九四式拳銃で使用されている8mm南部拳銃弾に統合する計画であった）に合わせて.32口径の一式拳銃から8mm口径に改良され、装弾数6+1発になった浜田式自動拳銃が二式拳銃である。軍の肝いりで始まった計画のため制式拳銃であった浜田式拳銃に対しては陸軍第一技研小型銃器担当官であった谷戸賢二少佐が改良の指導にあたったと言われている。グリップからトリガー周辺にかけてのレイアウトは一式拳銃と似通っているが、全体的な外観は大きく変更された。また遊底も大型化された。1943年昭和18年に完成した二式拳銃は開発中の秘匿名を「ハケ式」と呼んだ（ハは浜田式、ケは拳銃）。戦局が悪化しており、製造数はごくわずかであると言われている。一説には1500丁ほどの生産があったともいうが、現存している個体はいずれも製造番号が二桁台で、ブルーイングなどの表面処理もなされていない。複座による自動式で、ストライカー式による撃発を採用している。